# 桂元親
桂 元親（かつら もとちか）は、戦国時代の武将。毛利氏の家臣。父は桂元澄。子は桂就宣、桂広信。官途名は兵部丞。

## 生涯
毛利氏庶流の重臣である桂元澄の三男として生まれる。
天文17年（1548年）の神辺合戦における備後国の国人・湯浅元宗の尽力に感謝する6月25日付けの毛利元就の書状を届ける使者を務める。
天文19年（1550年）7月12日から7月13日にかけて毛利元就の命により井上元兼をはじめとする安芸井上氏の一族・与党が粛清された直後の同年7月20日に書かれ、毛利氏家臣238名が連署して毛利氏への忠誠を再確認した起請文では、26番目に「桂兵部丞元親」と署名している。
年不詳ではあるが、いくつか残されている毛利家近習衆の具足注文の一つに元親の名も記されているものがあり、元親の具足数は23両の赤川元秀、17両の国司元相、10両の長井四郎三郎に次ぐ8両と記されている。また、騎馬衆や走衆の構成を記した文書には走衆の2番目に「桂兵部丞」と記されている。
天文24年（1555年）10月1日の厳島の戦いで陶晴賢らの軍を打ち破った毛利元就は周防国への進攻を開始して防長経略が始まると、元親もそれに従軍した。
弘治2年（1556年）2月に周防国玖珂郡山代で反毛利の一揆勢が蜂起すると、玖珂郡の高森城に拠る坂元祐と粟屋元通は山代の土豪である三分一主殿允、三分一式部允、三分一刑部允、三分一右衛門尉、舟越通吉、神田隆久、助藤土佐守、助藤左衛門尉らをはじめとして、玖珂郡の志不前、藤屋、阿賀の民衆の援助を得て、一揆の討伐に当たった。しかし、それだけでは兵力不足であるため、毛利元就と毛利隆元は先鋒として志道元保、南方元恵、児玉就方、香川光景、市川経好らを派遣し、続いて福原貞俊や赤川元保らも派遣した。同年2月8日、玖珂郡との郡境を接する熊毛郡屋代や都濃郡中須における一揆勢との合戦で元親は敵を多数討ち取り、翌2月9日に毛利隆元から戦功を賞された。同年9月10日に毛利隆元は元親と波多野勝実に宛てて、同年春の蓮華山城における活躍を承知し賞する旨の書状を送っている。
弘治3年（1557年）3月15日、瀬戸内海を警戒して大内義長や内藤隆世らの逃走を防止しつつその動向を探っていた小早川水軍の乃美宗勝から、大内義長らが長門国豊浦郡の且山城に籠城したとの報告を防府の本陣にて受けた元就は、直ちに元親、赤川元保、粟屋元親、児玉就忠らを派遣して且山城攻撃を命じた。さらに周防国吉敷郡山口に在陣していた福原貞俊、志道元保をはじめとして、阿曽沼広秀、兼重元宣、山田言輔らにも且山城攻撃を命じ、3月28日には三の丸、続いて二の丸を占領した。4月2日に大内義長は開城したが、翌4月3日に自害に追い込まれて大内氏は滅亡し、防長経略は終結した。
元親は厳島神社に度々馬を寄進しており、弘治3年（1557年）8月21日には葦毛の馬、永禄元年（1558年）閏6月29日に鹿毛の馬1疋、永禄2年（1559年）6月23日に黒栗毛の馬1疋を寄進した。当時、厳島神社に寄進された馬は10疋ごとに1疋は厳島神社の神官である棚守房顕が受用し、それ以外の馬は厳島神社と関係が深い大願寺が受領していたため、元親の寄進した馬はいずれも大願寺が受用している。
永禄4年（1561年）10月22日、冷泉元豊と共に石見国邇摩郡福光の福光要害の番衆を務めることを毛利隆元から命じられる。
永禄5年（1562年）8月29日に死去。長男の桂就宣は元親の叔父である桂元忠の養子となっていたため、桂広信が後を継いだ。
永禄6年（1563年）6月4日には毛利隆元が隆繁（名字不明）が所有していた安芸国佐伯郡佐方の永興寺を元親の菩提所として元親の父である桂元澄に与えている。

## 系譜
- 父：桂元澄（1500-1569）
- 母：福原広俊の娘（?-?）
- 正室：柏巌寿操（?-1572） - 元亀3年7月13日（1572年8月21日）没[1]。法名は「柏巌寿操」。
  - 長男：桂就宣（?-1593） - 叔父・桂元忠の養子となり、五奉行の一人となる。
  - 次男：桂広信（?-1586）